# Chrysopsis
Chrysopsis é um género botânico pertencente à família Asteraceae.